# El Lindero
El Lindero es una localidad de la provincia argentina de Catamarca, dentro del Departamento Andalgalá.

## Población
Cuenta con 741 habitantes (Indec, 2010), lo que representa un descenso del 5% frente a los 785 habitantes (Indec, 2001) del censo anterior. Forma un aglomerado urbano junto con las localidades de Aconquija, La Mesada y Alto de las Juntas.
| Gráfica de evolución demográfica de El Lindero entre 1991 y 2010 |
|                                                                  |
| Fuente: Censos nacionales del INDEC                              |